# Lijst van prachtvlinders
Deze lijst van prachtvlinders bevat alle in de wetenschappelijke literatuur beschreven vlindersoorten (inclusief fossiele) uit de familie van de Riodinidae.
1. Abisara abnormis Moore, 1884
2. Abisara aita Nicéville, 1893
3. Abisara barnsi Joicey & Talbot, 1921
4. Abisara bifasciata Moore, 1877
5. Abisara burnii (Nicéville, 1895)
6. Abisara caeca Rebel, 1914
7. Abisara cameroonensis Callaghan, 2003
8. Abisara chela Nicéville, 1886
9. Abisara chelina (Fruhstorfer, 1904)
10. Abisara delicata Lathy, 1901
11. Abisara dewitzi Aurivillius, 1899
12. Abisara echerius (Stoll, 1790)
13. Abisara freda Bennett, 1957
14. Abisara fylla (Westwood, 1851)
15. Abisara fylloides (Moore, 1901)
16. Abisara gerontes (Fabricius, 1781)
17. Abisara geza Fruhstorfer, 1904
18. Abisara kausambi Felder, C & R. Felder, 1860
19. Abisara miyazakii Saito, K & T. Saito, 2005
20. Abisara neavei Riley, 1932
21. Abisara neophron (Hewitson, 1861)
22. Abisara rogersi Druce, H, 1878
23. Abisara rutherfordii Hewitson, 1874
24. Abisara saturata (Moore, 1878)
25. Abisara savitri Felder, C & R. Felder, 1860
26. Abisara sobrina (Mell, 1923)
27. Abisara talantus Aurivillius, 1891
28. Abisara tantalus (Hewitson, 1861)
29. Adelotypa annulifera (Godman, 1903)
30. Adelotypa argiella (Bates, H, 1868)
31. Adelotypa asemna (Stichel, 1910)
32. Adelotypa bolena (Butler, 1867)
33. Adelotypa borsippa (Hewitson, 1863)
34. Adelotypa curulis (Hewitson, 1874)
35. Adelotypa malca (Schaus, 1902)
36. Adelotypa mollis (Butler, 1877)
37. Adelotypa penthea (Cramer, 1777)
38. Adelotypa trinitatis (Lathy, 1932)
39. Alesa amesis (Cramer, 1777)
40. Alesa fournierae Lathy, 1958
41. Alesa hemiurga Bates, H, 1867
42. Alesa lipara Bates, H, 1867
43. Alesa prema (Godart, 1824)
44. Alesa rothschildi (Seitz, 1913)
45. Alesa telephae (Boisduval, 1836)
46. Alesa thelydrias Bates, H, 1867
47. Amarynthis meneria (Cramer, 1776)
48. Amphiselenis chama (Staudinger, 1887)
49. Ancyluris aristodorus (Morisse, 1838)
50. Ancyluris aulestes (Cramer, 1777)
51. Ancyluris colubra (Saunders, 1859)
52. Ancyluris etias (Saunders, 1859)
53. Ancyluris formosissima (Hewitson, 1870)
54. Ancyluris inca (Saunders, 1850)
55. Ancyluris jurgensenii (Saunders, 1850)
56. Ancyluris meliboeus (Fabricius, 1776)
57. Ancyluris melior Stichel, 1910
58. Ancyluris miniola (Bates, H, 1868)
59. Ancyluris mira (Hewitson, 1874)
60. Ancyluris paetula Stichel, 1916
61. Ancyluris paramba D'Abrera, 1994
62. Ancyluris rubrofilum Stichel, 1909
63. Ancyluris tedea (Cramer, 1777)
64. Anteros acheus (Stoll, 1781)
65. Anteros aerosus Stichel, 1924
66. Anteros allectus Westwood, 1851
67. Anteros aurigans Gallard & Brévignon, 1989
68. Anteros bracteata Hewitson, 1867
69. Anteros carausius Westwood, 1851
70. Anteros chrysoprasta Hewitson, 1867
71. Anteros cruentatus Stichel, 1911
72. Anteros formosus (Cramer, 1777)
73. Anteros gentilis Rebillard, 1958
74. Anteros kupris Hewitson, 1875
75. Anteros lectabilis Stichel, 1909
76. Anteros nubosus Hall, J & Willmott, 1995
77. Anteros otho Westwood, 1851
78. Anteros principalis Hopffer, 1874
79. Anteros renaldus (Stoll, 1790)
80. Apodemia castanea (Prittwitz, 1865)
81. Apodemia chisosensis Freeman, 1964
82. Apodemia duryi (Edwards, W, 1882)
83. Apodemia hepburni Godman & Salvin, 1886
84. Apodemia hypoglauca (Godman & Salvin, 1878)
85. Apodemia mejicanus (Behr, 1865)
86. Apodemia mormo (Felder, C & R. Felder, 1859)
87. Apodemia multiplaga Schaus, 1902
88. Apodemia murphyi Austin, 1989
89. Apodemia nais (Edwards, W, 1877)
90. Apodemia palmerii (Edwards, W, 1870)
91. Apodemia phyciodoides Barnes & Benjamin, 1924
92. Apodemia virgulti (Behr, 1865)
93. Apodemia walkeri Godman & Salvin, 1886
94. Archaeonympha drepana (Bates, H, 1868)
95. Archaeonympha smalli Hall, J & Harvey, 1998
96. Archaeonympha urichi (Vane-Wright, 1994)
97. Argyrogrammana alstonii (Smart, 1979)
98. Argyrogrammana amalfreda (Staudinger, 1887)
99. Argyrogrammana aparamilla Hall, J & Willmott, 1995
100. Argyrogrammana barine (Staudinger, 1887)
101. Argyrogrammana bonita Hall, J & Willmott, 1995
102. Argyrogrammana caelestina Hall, J & Willmott, 1995
103. Argyrogrammana caesarion Lathy, 1958
104. Argyrogrammana celata Hall, J & Willmott, 1995
105. Argyrogrammana chicomendesi Gallard, 1995
106. Argyrogrammana crocea (Godman & Salvin, 1878)
107. Argyrogrammana danieli Jauffret, P & Martins, 2006
108. Argyrogrammana denisi Gallard, 1995
109. Argyrogrammana glaucopis (Bates, H, 1868)
110. Argyrogrammana johannismarci Brévignon, 1995
111. Argyrogrammana leptographia (Stichel, 1911)
112. Argyrogrammana natalita Hall, J & Willmott, 1995
113. Argyrogrammana nurtia (Stichel, 1911)
114. Argyrogrammana occidentalis (Godman & Salvin, 1886)
115. Argyrogrammana pacsa Hall, J & Willmott, 1998
116. Argyrogrammana pastaza Hall, J & Willmott, 1996
117. Argyrogrammana physis (Stichel, 1911)
118. Argyrogrammana placibilis (Stichel, 1910)
119. Argyrogrammana praestigiosa (Stichel, 1929)
120. Argyrogrammana pulchra (Talbot, 1929)
121. Argyrogrammana rameli (Stichel, 1930)
122. Argyrogrammana saphirina (Staudinger, 1887)
123. Argyrogrammana sebastiani Brévignon, 1995
124. Argyrogrammana sonazul Jauffret, P & Martins, 2006
125. Argyrogrammana sticheli (Talbot, 1929)
126. Argyrogrammana stilbe (Godart, 1824)
127. Argyrogrammana sublimis Brévignon & Gallard, 1995
128. Argyrogrammana subota (Hewitson, 1877)
129. Argyrogrammana talboti Brévignon & Gallard, 1998
130. Argyrogrammana trochilia (Westwood, 1851)
131. Argyrogrammana venilia (Bates, H, 1868)
132. Ariconias albinus (Felder, C & R. Felder, 1861)
133. Ariconias glaphyra (Westwood, 1851)
134. Aricoris aurinia (Hewitson, 1863)
135. Aricoris campestris (Bates, H, 1868)
136. Aricoris caracensis (Callaghan, 2001)
137. Aricoris chilensis (Felder, C & R. Felder, 1865)
138. Aricoris cinericia (Stichel, 1910)
139. Aricoris colchis (Felder, C & R. Felder, 1865)
140. Aricoris constantius (Fabricius, 1793)
141. Aricoris domina (Bates, H, 1865)
142. Aricoris epulus (Cramer, 1775)
143. Aricoris erostratus (Westwood, 1851)
144. Aricoris gauchoana (Stichel, 1910)
145. Aricoris hubrichi (Stichel, 1926)
146. Aricoris incana (Stichel, 1910)
147. Aricoris indistincta (Lathy, 1932)
148. Aricoris middletoni (Sharpe, 1890)
149. Aricoris monotona (Stichel, 1910)
150. Aricoris montana (Schneider, 1937)
151. Aricoris notialis (Stichel, 1910)
152. Aricoris propitia (Stichel, 1910)
153. Aricoris signata (Stichel, 1910)
154. Aricoris terias (Godman, 1903)
155. Aricoris tutana (Godart, 11824)
156. Astraeodes areuta (Westwood, 1851)
157. Baeotis attali Hall, J & Willmott, 1998
158. Baeotis bacaenis Hewitson, 1874
159. Baeotis bacaenita Schaus, 1902
160. Baeotis barce Hewitson, 1875
161. Baeotis capreolus Stichel, 1910
162. Baeotis cephissa (Hewitson, 1875)
163. Baeotis choroniensis Lichy, 1946
164. Baeotis creusis Hewitson, 1874
165. Baeotis elegantula Hopffer, 1874
166. Baeotis euprepes Bates, H, 1868
167. Baeotis felix Hewitson, 1874
168. Baeotis hisbon (Cramer, 1775)
169. Baeotis johannae Sharpe, 1890
170. Baeotis kadenii (Felder, C & R. Felder, 1861)
171. Baeotis melanis Hübner, 1831
172. Baeotis nesaea Godman & Salvin, 1889
173. Baeotis prima Bates, H, 1868
174. Baeotis staudingeri D'Abrera, 1994
175. Baeotis sulphurea (Felder, R, 1869)
176. Baeotis zonata Felder, R, 1869
177. Barbicornis basilis Godart, 1824
178. Behemothia godmanii (Dewitz, 1877)
179. Brachyglenis dinora (Bates, H, 1866)
180. Brachyglenis dodone (Godman & Salvin, 1886)
181. Brachyglenis drymo (Godman & Salvin, 1886)
182. Brachyglenis esthema Felder, C & R. Felder, 1862
183. Calephelis acapulcoensis McAlpine, 1971
184. Calephelis argyrodines (Bates, H, 1866)
185. Calephelis arizonensis McAlpine, 1971
186. Calephelis aymaran McAlpine, 1971
187. Calephelis azteca McAlpine, 1971
188. Calephelis bajaensis McAlpine, 1971
189. Calephelis borealis (Grote & Robinson, 1866)
190. Calephelis braziliensis McAlpine, 1971
191. Calephelis browni McAlpine, 1971
192. Calephelis burgeri McAlpine, 1971
193. Calephelis candiope (Druce, H, 1904)
194. Calephelis clenchi McAlpine, 1971
195. Calephelis costaricicola Strand, 1916
196. Calephelis dreisbachi McAlpine, 1971
197. Calephelis exiguus Austin, 1993
198. Calephelis freemani McAlpine, 1971
199. Calephelis fulmen Stichel, 1910
200. Calephelis guatemala McAlpine, 1971
201. Calephelis huasteca McAlpine, 1971
202. Calephelis inca McAlpine, 1971
203. Calephelis iris (Staudinger, 1876)
204. Calephelis laverna (Godman & Salvin, 1886)
205. Calephelis matheri McAlpine, 1971
206. Calephelis maya McAlpine, 1971
207. Calephelis mexicana McAlpine, 1971
208. Calephelis montezuma McAlpine, 1971
209. Calephelis muticum McAlpine, 1937
210. Calephelis nemesis (Edwards, W, 1871)
211. Calephelis nilus (Felder, C & R. Felder, 1861)
212. Calephelis perditalis Barnes & McDunnough, 1918
213. Calephelis rawsoni McAlpine, 1939
214. Calephelis sacapulas McAlpine, 1971
215. Calephelis schausi McAlpine, 1971
216. Calephelis sinaloensis McAlpine, 1971
217. Calephelis sixola McAlpine, 1971
218. Calephelis sodalis Austin, 1993
219. Calephelis stallingsi McAlpine, 1971
220. Calephelis tapuyo McAlpine, 1971
221. Calephelis tikal Austin, 1993
222. Calephelis velutina (Godman & Salvin, 1878)
223. Calephelis virginiensis (Guérin-Méneville, 1832)
224. Calephelis wellingi McAlpine, 1971
225. Calephelis wrighti Holland, 1930
226. Calephelis yautepequensis Maza, R & Turrent, 1977
227. Calephelis yucatana McAlpine, 1971
228. Calicosama lilina (Butler, 1870)
229. Calicosama robbinsi Hall, J & Harvey, 2001
230. Callistium cleadas (Hewitson, 1866)
231. Callistium maculosa (Bates, H, 1868)
232. Calociasma ictericum (Godman & Salvin, 1878)
233. Calociasma laius (Godman & Salvin, 1886)
234. Calociasma nycteus (Godman & Salvin, 1886)
235. Calospila antonii Brévignon, 1995
236. Calospila asteria (Stichel, 1911)
237. Calospila byzeres (Hewitson, 1872)
238. Calospila candace (Druce, H, 1904)
239. Calospila cerealis (Hewitson, 1863)
240. Calospila cilissa (Hewitson, 1863)
241. Calospila cuprea (Butler, 1867)
242. Calospila emylius (Cramer, 1775)
243. Calospila fannia (Godman, 1903)
244. Calospila gallardi Brévignon, 1995
245. Calospila gyges (Stichel, 1911)
246. Calospila hemileuca (Bates, H, 1868)
247. Calospila idmon (Godman & Salvin, 1889)
248. Calospila irene (Westwood, 1851)
249. Calospila latona (Hewitson, 1853)
250. Calospila lucetia (Hübner, 1821)
251. Calospila lucianus (Fabricius, 1793)
252. Calospila maeon (Godman, 1903)
253. Calospila maeonoides (Godman, 1903)
254. Calospila martialis (Felder, C & R. Felder, 1865)
255. Calospila napoensis Hall, J & Harvey, 2004
256. Calospila overali Jauffret, P & Sousa, 2006
257. Calospila parthaon (Dalman, 1823)
258. Calospila pelarge (Godman & Salvin, 1878)
259. Calospila pirene (Godman, 1903)
260. Calospila rhesa (Hewitson, 1858)
261. Calospila rhodope (Hewitson, 1853)
262. Calospila satyroides (Lathy, 1932)
263. Calospila siaka (Hewitson, 1858)
264. Calospila simplaris (Stichel, 1911)
265. Calospila thara (Hewitson, 1858)
266. Calospila urichi (May, 1972)
267. Calospila zeanger (Stoll, 1790)
268. Calydna cabira Hewitson, 1854
269. Calydna caieta Hewitson, 1854
270. Calydna calamisa Hewitson, 1854
271. Calydna candace Hewitson, 1859
272. Calydna carneia Hewitson, 1859
273. Calydna catana Hewitson, 1859
274. Calydna cea Hewitson, 1859
275. Calydna charila Hewitson, 1854
276. Calydna fissilisima Hall, J, 2002
277. Calydna hiria (Godart, 1824)
278. Calydna jeannea Hall, J, 2002
279. Calydna lusca (Geyer, 1835)
280. Calydna micra Bates, H, 1868
281. Calydna nicolayi Hall, J, 2002
282. Calydna pichita Hall, J & Lamas, 2004
283. Calydna stolata Brévignon, 1998
284. Calydna sturnula (Geyer, 1837)
285. Calydna thersander (Stoll, 1780)
286. Calydna venusta Godman & Salvin, 1886
287. Caria castalia (Ménétriés, 1855)
288. Caria chrysame (Hewitson, 1874)
289. Caria domitianus (Fabricius, 1793)
290. Caria ino Godman & Salvin, 1886
291. Caria mantinea (Felder, C & R. Felder, 1861)
292. Caria marsyas Godman, 1903
293. Caria melino Dyar, 1912
294. Caria plutargus (Fabricius, 1793)
295. Caria rhacotis (Godman & Salvin, 1878)
296. Caria sponsa (Staudinger, 1887)
297. Caria stillaticia Dyar, 1912
298. Caria tabrenthia Schaus, 1902
299. Caria trochilus Erichson, 1849
300. Cariomothis chia (Hübner, 1823)
301. Cariomothis erotylus Stichel, 1910
302. Cariomothis erythromelas (Sepp, 1840)
303. Cariomothis poeciloptera (Godman & Salvin, 1878)
304. Cartea ucayala Thieme, 1907
305. Cartea vitula (Hewitson, 1853)
306. Catocyclotis adelina (Butler, 1872)
307. Catocyclotis aemulius (Fabricius, 1793)
308. Catocyclotis elpinice (Godman, 1903)
309. Chalodeta chaonitis (Hewitson, 1866)
310. Chalodeta chelonis (Hewitson, 1866)
311. Chalodeta chitinosa Hall, J, 2002
312. Chalodeta chlosine Hall, J, 2002
313. Chalodeta lypera (Bates, H, 1868)
314. Chalodeta panurga Stichel, 1910
315. Chalodeta pescada Hall, J & Willmott, 1998
316. Chalodeta theodora (Felder, C & R. Felder, 1862)
317. Chamaelimnas briola Bates, H, 1868
318. Chamaelimnas cercides Hewitson, 1871
319. Chamaelimnas cydonia Stichel, 1910
320. Chamaelimnas joviana Schaus, 1902
321. Chamaelimnas splendens Grose-Smith, 1902
322. Chamaelimnas tircis Felder, C & R. Felder, 1865
323. Charis anius (Cramer, 1776)
324. Charis cadytis Hewitson, 1866
325. Chimastrum argentea (Bates, H, 1866)
326. Chimastrum celina (Bates, H, 1868)
327. Chorinea amazon (Saunders, 1859)
328. Chorinea batesii (Saunders, 1859)
329. Chorinea bogota (Saunders, 1859)
330. Chorinea gratiosa Stichel, 1910
331. Chorinea heliconides (Swainson, 1833)
332. Chorinea licursis (Fabricius, 1775)
333. Chorinea octauius (Fabricius, 1787)
334. Chorinea sylphina (Bates, H, 1868)
335. Colaciticus banghaasi Seitz, 1917
336. Colaciticus johnstoni (Dannatt, 1904)
337. Comphotis apachita Hall, J & Willmott, 1996
338. Comphotis clarissa (Sharpe, 1890)
339. Comphotis debilis (Bates, H, 1868)
340. Comphotis eanes (Godman, 1903)
341. Comphotis ignicauda (Godman & Salvin, 1878)
342. Comphotis irroratum (Godman, 1903)
343. Comphotis sophistes (Bates, H, 1868)
344. Corrachia leucoplaga Schaus, 1913
345. Crocozona coecias (Hewitson, 1866)
346. Crocozona croceifasciata Zikán, J, 1952
347. Crocozona fasciata (Hopffer, 1874)
348. Crocozona pheretima Felder, C & R. Felder, 1865
349. Cyrenia martia Westwood, 1851
350. Dachetola azora (Godart, 1824)
351. Dachetola caligata (Stichel, 1911)
352. Dachetola pione (Bates, H, 1868)
353. Dachetola virido (Lathy, 1958)
354. Detritivora argyrea (Bates, H, 1868)
355. Detritivora ariquemes (Harvey & J. Hall, 2002)
356. Detritivora barnesi (Hall, J & Harvey, 2001)
357. Detritivora brasilia (Harvey & J. Hall, 2002)
358. Detritivora breves (Harvey & J. Hall, 2002)
359. Detritivora cacaulandia (Harvey & J. Hall, 2002)
360. Detritivora callaghani (Hall, J & Harvey, 2001)
361. Detritivora caryatis (Hewitson, 1866)
362. Detritivora cleonus (Stoll, 1782)
363. Detritivora cuiaba (Harvey & J. Hall, 2002)
364. Detritivora gallardi (Hall, J & Harvey, 2001)
365. Detritivora gynaea (Godart, 1824)
366. Detritivora hermodora (Felder, C & R. Felder, 1861)
367. Detritivora humaita (Harvey & J. Hall, 2002)
368. Detritivora ipiranga (Harvey & J. Hall, 2002)
369. Detritivora iquitos (Harvey & J. Hall, 2002)
370. Detritivora ma (Harvey & J. Hall, 2002)
371. Detritivora major (Lathy, 1932)
372. Detritivora manicore (Harvey & J. Hall, 2002)
373. Detritivora manu (Harvey & J. Hall, 2002)
374. Detritivora matic (Harvey & J. Hall, 2002)
375. Detritivora maues (Harvey & J. Hall, 2002)
376. Detritivora negro (Harvey & J. Hall, 2002)
377. Detritivora nicolayi (Hall, J & Harvey, 2001)
378. Detritivora palcazu (Harvey & J. Hall, 2002)
379. Detritivora rocana (Harvey & J. Hall, 2002)
380. Detritivora santarem (Harvey & J. Hall, 2002)
381. Detritivora smalli (Hall, J & Harvey, 2001)
382. Detritivora tapajos (Harvey & J. Hall, 2002)
383. Detritivora tefe (Harvey & J. Hall, 2002)
384. Detritivora zama (Bates, H, 1868)
385. Dianesia carteri (Holland, 1902)
386. Dicallaneura albosignata Joicey & Talbot, 1916
387. Dicallaneura amabilis Rothschild, 1904
388. Dicallaneura angustifascia Joicey & Noakes, 1916
389. Dicallaneura cyanea Toxopeus, 1944
390. Dicallaneura decorata (Hewitson, 1862)
391. Dicallaneura dilectissima Toxopeus, 1944
392. Dicallaneura ekeikei Bethune-Baker, 1904
393. Dicallaneura exiguus Joicey & Noakes, 1916
394. Dicallaneura fulvofasciata Joicey & Noakes, 1916
395. Dicallaneura hyacinthus Toxopeus, 1944
396. Dicallaneura kirschi Röber, 1886
397. Dicallaneura leucomelas Rothschild & Jordan, 1905
398. Dicallaneura longifascia Joicey & Talbot, 1922
399. Dicallaneura ostrina Grose-Smith, 1894
400. Dicallaneura pulchra (Guérin-Méneville, 1830)
401. Dicallaneura ribbei Röber, 1886
402. Dicallaneura semirufa Grose-Smith, 1894
403. Dicallaneura virgo Joicey & Talbot, 1916
404. Dodona adonira Hewitson, 1866
405. Dodona binghami (Moore, 1901)
406. Dodona chrysapha Fruhstorfer, 1910
407. Dodona deodata Hewitson, 1876
408. Dodona dipoea Hewitson, 1866
409. Dodona dracon Nicéville, 1897
410. Dodona durga (Kollar, 1844)
411. Dodona egeon (Westwood, 1851)
412. Dodona elvira Staudinger, 1897
413. Dodona eugenes Bates, H, 1867
414. Dodona fruhstorferi Röber, 1897
415. Dodona henrici Holland, 1887
416. Dodona hoenei Forster, 1951
417. Dodona kaolinkon Yoshino, 1999
418. Dodona katerina Monastyrskii & Devyatkin, 2000
419. Dodona mizunumai Hanafusa, 1989
420. Dodona moritai Koiwaya & Shinkai, 1996
421. Dodona ouida Hewitson, 1866
422. Dodona speciosa Monastyrskii & Devyatkin, 2000
423. Dodona windu Fruhstorfer, 1894
424. Dysmathia cindra Staudinger, 1887
425. Dysmathia costalis Bates, H, 1868
426. Dysmathia glaucina Stichel, 1928
427. Dysmathia glaucoconia Stichel, 1911
428. Dysmathia grosnyi Le Cerf, 1958
429. Dysmathia juno Le Cerf, 1958
430. Dysmathia portia Bates, H, 1868
431. Echenais thelephus (Cramer, 1775)
432. Echydna chaseba (Hewitson, 1854)
433. Echydna punctata (Felder, C & R. Felder, 1861)
434. Emesis adelpha Le Cerf, 1958
435. Emesis aerigera (Stichel, 1910)
436. Emesis angularis Hewitson, 1870
437. Emesis ares (Edwards, W, 1882)
438. Emesis arnacis Stichel, 1928
439. Emesis aurimna (Boisduval, 1870)
440. Emesis brimo Godman & Salvin, 1889
441. Emesis castigata Stichel, 1910
442. Emesis cereus (Linnaeus, 1767)
443. Emesis condigna Stichel, 1925
444. Emesis cypria Felder, C & R. Felder, 1861
445. Emesis diogenia Prittwitz, 1865
446. Emesis elegia Stichel, 1929
447. Emesis emesia (Hewitson, 1867)
448. Emesis eurydice Godman, 1903
449. Emesis fastidiosa Ménétriés, 1855
450. Emesis fatimella Westwood, 1851
451. Emesis glaucescens Talbot, 1929
452. Emesis guttata (Stichel, 1910)
453. Emesis heterochroa Hopffer, 1874
454. Emesis heteroclita Stichel, 1929
455. Emesis lacrines Hewitson, 1870
456. Emesis liodes Godman & Salvin, 1886
457. Emesis lucinda (Cramer, 1775)
458. Emesis lupina Godman & Salvin, 1886
459. Emesis mandana (Cramer, 1780)
460. Emesis neemias Hewitson, 1872
461. Emesis ocypore (Geyer, 1837)
462. Emesis orichalceus Stichel, 1916
463. Emesis poeas Godman, 1901
464. Emesis russula Stichel, 1910
465. Emesis satema (Schaus, 1902)
466. Emesis saturata Godman & Salvin, 1886
467. Emesis sinuatus Hewitson, 1877
468. Emesis spreta Bates, H, 1868
469. Emesis tegula Godman & Salvin, 1886
470. Emesis temesa (Hewitson, 1870)
471. Emesis tenedia Felder, C & R. Felder, 1861
472. Emesis toltec Reakirt, 1866
473. Emesis vimena Schaus, 1928
474. Emesis vulpina Godman & Salvin, 1886
475. Emesis xanthosa (Stichel, 1910)
476. Emesis zela Butler, 1870
477. Esthemopsis aeolia Bates, H, 1868
478. Esthemopsis alicia (Bates, H, 1865)
479. Esthemopsis clonia Felder, C & R. Felder, 1865
480. Esthemopsis colaxes Hewitson, 1870
481. Esthemopsis crystallina Brévignon & Gallard, 1992
482. Esthemopsis jesse (Butler, 1870)
483. Esthemopsis macara (Grose-Smith, 1902)
484. Esthemopsis pherephatte (Godart, 1824)
485. Esthemopsis sericina (Bates, H, 1867)
486. Esthemopsis talamanca Hall, J & Harvey, 2007
487. Eunogyra curupira Bates, H, 1868
488. Eunogyra satyrus Westwood, 1851
489. Eurybia albiseriata Weymer, 1890
490. Eurybia caerulescens Druce, H, 1904
491. Eurybia carolina Godart, 1824
492. Eurybia cyclopia Stichel, 1910
493. Eurybia dardus (Fabricius, 1787)
494. Eurybia donna Felder, C & R. Felder, 1862
495. Eurybia elvina Stichel, 1910
496. Eurybia franciscana Felder, C & R. Felder, 1862
497. Eurybia halimede (Hübner, 1807)
498. Eurybia jemima Hewitson, 1869
499. Eurybia juturna Felder, C & R. Felder, 1865
500. Eurybia latifasciata (Hewitson, 1869)
501. Eurybia lycisca Westwood, 1851
502. Eurybia misellivestis Stichel, 1910
503. Eurybia molochina Stichel, 1910
504. Eurybia nicaeus (Fabricius, 1775)
505. Eurybia patrona Weymer, 1875
506. Eurybia pergaea (Geyer, 1832)
507. Eurybia rubeolata Stichel, 1910
508. Eurybia silaceana Stichel, 1924
509. Eurybia unxia Godman & Salvin, 1885
510. Euselasia albomaculiga Callaghan, 1999
511. Euselasia alcmena (Druce, H, 1878)
512. Euselasia amblypodia Lathy, 1926
513. Euselasia amphidecta (Godman & Salvin, 1878)
514. Euselasia andreae Hall, J, Willmott & Busby, 1998
515. Euselasia angulata (Bates, H, 1868)
516. Euselasia anica (Herrich-Schäffer, 1853)
517. Euselasia arbas (Stoll, 1782)
518. Euselasia archelaus Seitz, 1916
519. Euselasia argentea (Hewitson, 1871)
520. Euselasia artos (Herrich-Schäffer, 1853)
521. Euselasia athena (Hewitson, 1869)
522. Euselasia attrita Seitz, 1916
523. Euselasia aurantia (Butler & H. Druce, 1872)
524. Euselasia aurantiaca (Salvin & Godman, 1868)
525. Euselasia authe (Godman, 1903)
526. Euselasia baucis Stichel, 1919
527. Euselasia bettina (Hewitson, 1869)
528. Euselasia bilineata Lathy, 1926
529. Euselasia brevicauda Lathy, 1926
530. Euselasia cafusa (Bates, H, 1868)
531. Euselasia calligramma (Bates, H, 1868)
532. Euselasia candaria (Druce, H, 1904)
533. Euselasia cataleuca (Felder, R, 1869)
534. Euselasia catoleuce (Hübner, 1823)
535. Euselasia charilis (Bates, H, 1868)
536. Euselasia chinguala Hall, J & Willmott, 1995
537. Euselasia chrysippe (Bates, H, 1866)
538. Euselasia clesa (Hewitson, 1856)
539. Euselasia clithra (Bates, H, 1868)
540. Euselasia corduena (Hewitson, 1874)
541. Euselasia crinon Stichel, 1919
542. Euselasia cucuta (Schaus, 1902)
543. Euselasia cuprea Lathy, 1926
544. Euselasia cyanira Callaghan, 1997
545. Euselasia cyanofusa Hall, J & Willmott, 1998
546. Euselasia dolichos Staudinger, 1887
547. Euselasia dorina (Hewitson, 1860)
548. Euselasia eberti Callaghan, 1999
549. Euselasia effima (Hewitson, 1869)
550. Euselasia ella Seitz, 1916
551. Euselasia erilis Stichel, 1919
552. Euselasia erythraea (Bates, H, 1868)
553. Euselasia euboea (Hewitson, 1853)
554. Euselasia eubotes (Hewitson, 1856)
555. Euselasia eubule (Felder, R, 1869)
556. Euselasia eucerus (Hewitson, 1872)
557. Euselasia eucrates (Hewitson, 1872)
558. Euselasia eucritus (Hewitson, 1853)
559. Euselasia eugeon (Hewitson, 1856)
560. Euselasia euhemerus (Hewitson, 1856)
561. Euselasia eulione (Hewitson, 1856)
562. Euselasia eumedia (Hewitson, 1853)
563. Euselasia eumenes (Hewitson, 1853)
564. Euselasia eumithres Stichel, 1919
565. Euselasia eunaeus (Hewitson, 1855)
566. Euselasia euodias (Hewitson, 1856)
567. Euselasia euoras (Hewitson, 1855)
568. Euselasia eupatra Seitz, 1916
569. Euselasia euphaes (Hewitson, 1855)
570. Euselasia euploea (Hewitson, 1855)
571. Euselasia euriteus (Cramer, 1777)
572. Euselasia euromus (Hewitson, 1856)
573. Euselasia eurymachus (Hewitson, 1872)
574. Euselasia euryone (Hewitson, 1856)
575. Euselasia eurypus (Hewitson, 1856)
576. Euselasia eusepus (Hewitson, 1853)
577. Euselasia eustola Stichel, 1919
578. Euselasia eutaea (Hewitson, 1853)
579. Euselasia eutychus (Hewitson, 1856)
580. Euselasia extensa (Bates, H, 1868)
581. Euselasia fabia (Godman, 1903)
582. Euselasia fayneli Gallard, 2006
583. Euselasia fervida (Butler, 1874)
584. Euselasia fournierae Lathy, 1924
585. Euselasia gelanor (Stoll, 1780)
586. Euselasia gelon (Stoll, 1787)
587. Euselasia geon Seitz, 1913
588. Euselasia gordios Stichel, 1919
589. Euselasia gradata Stichel, 1927
590. Euselasia gyda (Hewitson, 1860)
591. Euselasia hahneli Staudinger, 1887
592. Euselasia hieronymi (Salvin & Godman, 1868)
593. Euselasia hygenius (Stoll, 1790)
594. Euselasia hypophaea (Godman & Salvin, 1878)
595. Euselasia ignitus Stichel, 1924
596. Euselasia illarina Hall, J, Willmott & Busby, 1998
597. Euselasia inconspicua (Godman & Salvin, 1878)
598. Euselasia inini Brévignon, 1996
599. Euselasia issoria (Hewitson, 1869)
600. Euselasia janigena Stichel, 1919
601. Euselasia jigginsi Hall, J & Willmott, 1998
602. Euselasia julia (Druce, H, 1878)
603. Euselasia kartopus Stichel, 1919
604. Euselasia labdacus (Stoll, 1780)
605. Euselasia leucon (Schaus, 1913)
606. Euselasia leucophryna (Schaus, 1913)
607. Euselasia licinia (Godman, 1903)
608. Euselasia lisias (Cramer, 1777)
609. Euselasia lycaeus Staudinger, 1888
610. Euselasia lysimachus Staudinger, 1888
611. Euselasia manoa Brévignon, 1996
612. Euselasia mapatayna Hall, J & Willmott, 1998
613. Euselasia marica Stichel, 1919
614. Euselasia matuta (Schaus, 1913)
615. Euselasia mazaca (Hewitson, 1860)
616. Euselasia melaphaea (Hübner, 1823)
617. Euselasia micaela (Schaus, 1902)
618. Euselasia michaeli Hall, J & Harvey, 2004
619. Euselasia midas (Fabricius, 1775)
620. Euselasia mirania (Bates, H, 1868)
621. Euselasia modesta (Bates, H, 1868)
622. Euselasia murina Stichel, 1925
623. Euselasia mutator Seitz, 1916
624. Euselasia mys (Herrich-Schäffer, 1853)
625. Euselasia mystica (Schaus, 1913)
626. Euselasia nauca Hall, J & Willmott, 1998
627. Euselasia onorata (Hewitson, 1869)
628. Euselasia opalescens (Hewitson, 1855)
629. Euselasia opalina (Westwood, 1851)
630. Euselasia opimia Stichel, 1919
631. Euselasia orba Stichel, 1919
632. Euselasia orfita (Cramer, 1777)
633. Euselasia orion Le Cerf, 1958
634. Euselasia palla Hall, J & Willmott, 1998
635. Euselasia pance Callaghan, 1999
636. Euselasia parca Stichel, 1919
637. Euselasia pellonia Stichel, 1919
638. Euselasia pellos Stichel, 1919
639. Euselasia pelor (Hewitson, 1853)
640. Euselasia perisama Hall, J & Lamas, 2001
641. Euselasia phedica (Boisduval, 1836)
642. Euselasia phelina (Druce, H, 1878)
643. Euselasia pillaca Hall, J & Willmott, 1998
644. Euselasia pontasis Callaghan, Llorente & Luis, 2007
645. Euselasia portentosa Stichel, 1927
646. Euselasia praecipua Stichel, 1924
647. Euselasia praeclara (Hewitson, 1869)
648. Euselasia procula (Godman & Salvin, 1885)
649. Euselasia pseudomys Callaghan, 1999
650. Euselasia pullata Stichel, 1927
651. Euselasia pusilla (Felder, R, 1869)
652. Euselasia rasonea (Schaus, 1902)
653. Euselasia rava Stichel, 1928
654. Euselasia regipennis (Butler & H. Druce, 1872)
655. Euselasia rhodogyne (Godman, 1903)
656. Euselasia rhodon Seitz, 1913
657. Euselasia rubrocilia Lathy, 1926
658. Euselasia rufomarginata Hall, J & Harvey, 2004
659. Euselasia saulina Brévignon, 1996
660. Euselasia scotinosa Stichel, 1930
661. Euselasia seitzi Lathy, 1926
662. Euselasia serapis Stichel, 1919
663. Euselasia sergia (Godman & Salvin, 1885)
664. Euselasia subargentea (Lathy, 1904)
665. Euselasia tarinta (Schaus, 1902)
666. Euselasia teleclus (Stoll, 1787)
667. Euselasia thaumata Hall, J & Willmott, 1998
668. Euselasia thucydides (Fabricius, 1793)
669. Euselasia thusnelda Möschler, 1883
670. Euselasia toppini Sharpe, 1915
671. Euselasia uria (Hewitson, 1853)
672. Euselasia urites (Hewitson, 1853)
673. Euselasia utica (Hewitson, 1855)
674. Euselasia uzita (Hewitson, 1853)
675. Euselasia venezolana Seitz, 1913
676. Euselasia violacea Lathy, 1924
677. Euselasia violetta (Bates, H, 1868)
678. Euselasia zara (Westwood, 1851)
679. Euselasia zena (Hewitson, 1860)
680. Exoplisia azuleja Callaghan, Llorente & Luis, 2007
681. Exoplisia cadmeis (Hewitson, 1866)
682. Exoplisia hypochalybe (Felder, C & R. Felder, 1861)
683. Exoplisia myrtis (Druce, H, 1904)
684. Hades hecamede Hewitson, 1870
685. Hades noctula Westwood, 1851
686. Hallonympha eudocia (Godman & Salvin, 1897)
687. Hallonympha paucipuncta (Spitz, 1930)
688. Hamearis lucina (Linnaeus, 1758)
689. Harveyope densemaculata (Hewitson, 1870)
690. Harveyope glauca (Godman & Salvin, 1886)
691. Harveyope sejuncta (Stichel, 1910)
692. Harveyope tinea (Bates, H, 1868)
693. Harveyope zerna (Hewitson, 1872)
694. Helicopis cupido (Linnaeus, 1758)
695. Helicopis endymiaena (Hübner, 1819)
696. Helicopis gnidus (Fabricius, 1787)
697. Hermathena candidata Hewitson, 1874
698. Hermathena eburna Hall, J & Harvey, 2005
699. Hermathena oweni Schaus, 1913
700. Hyphilaria anthias (Hewitson, 1874)
701. Hyphilaria nicia Hübner, 1819
702. Hyphilaria parthenis (Westwood, 1851)
703. Hyphilaria thasus (Stoll, 1780)
704. Hypophylla argenissa (Stoll, 1790)
705. Hypophylla caldensis Callaghan, 2001
706. Hypophylla florus (Staudinger, 1887)
707. Hypophylla idae Callaghan, 2001
708. Hypophylla martia (Godman, 1903)
709. Hypophylla sudias (Hewitson, 1858)
710. Hypophylla zeurippa Boisduval, 1836
711. Imelda aenetus (Hewitson, 1874)
712. Imelda mycea (Hewitson, 1865)
713. Ionotus alector (Geyer, 1837)
714. Isapis agyrtus (Cramer, 1777)
715. Ithomeis aurantiaca Bates, H, 1862
716. Ithomeis eulema Hewitson, 1870
717. Ithomiola bajotanos Hall, J, 2005
718. Ithomiola buckleyi Hall, J & Willmott, 1998
719. Ithomiola calculosa Hall, J & Harvey, 2005
720. Ithomiola callixena (Hewitson, 1870)
721. Ithomiola cribralis (Stichel, 1915)
722. Ithomiola floralis Felder, C & R. Felder, 1865
723. Ithomiola neildi (Hall, J & Willmott, 1998)
724. Ithomiola nepos (Fabricius, 1793)
725. Ithomiola orpheus (Westwood, 1851)
726. Ithomiola tanos (Stichel, 1910)
727. Ithomiola theages (Godman & Salvin, 1878)
728. Joiceya praeclarus Talbot, 1928
729. Juditha azan (Westwood, 1851)
730. Juditha caucana (Stichel, 1911)
731. Juditha dorilis (Bates, H, 1866)
732. Juditha inambari Hall, J & Harvey, 2001
733. Juditha molpe (Hübner, 1808)
734. Juditha naza Hall, J & Harvey, 2001
735. Juditha odites (Cramer, 1775)
736. Juditha pulcherrima (Butler, 1867)
737. Lamphiotes velazquezi (Beutelspacher, 1976)
738. Lasaia aerugo Clench, 1972
739. Lasaia agesilas (Latreille, 1809)
740. Lasaia arsis Staudinger, 1887
741. Lasaia cutisca Hall, J & Willmott, 1998
742. Lasaia incoides (Schaus, 1902)
743. Lasaia kennethi Weeks, 1901
744. Lasaia maria Clench, 1972
745. Lasaia maritima Hall, J & Lamas, 2001
746. Lasaia meris (Stoll, 1781)
747. Lasaia moeros Staudinger, 1888
748. Lasaia oileus Godman, 1903
749. Lasaia pseudomeris Clench, 1972
750. Lasaia sessilis Schaus, 1890
751. Lasaia sula Staudinger, 1888
752. Laxita ischaris (Godart, 1824)
753. Laxita teneta (Hewitson, 1861)
754. Laxita thuisto (Hewitson, 1861)
755. Lemonias albofasciata (Godman, 1903)
756. Lemonias caliginea (Butler, 1867)
757. Lemonias egaensis (Butler, 1867)
758. Lemonias ochracea (Mengel, 1902)
759. Lemonias sontella (Schaus, 1902)
760. Lemonias stalachtioides (Butler, 1867)
761. Lemonias theodora (Godman, 1903)
762. Lemonias zygia Hübner, 1807
763. Leucochimona aequatorialis (Seitz, 1913)
764. Leucochimona anophthalma (Felder, C & R. Felder, 1865)
765. Leucochimona hyphea (Cramer, 1776)
766. Leucochimona icare (Hübner, 1819)
767. Leucochimona iphias Stichel, 1909
768. Leucochimona lagora (Herrich-Schäffer, 1853)
769. Leucochimona lepida (Godman & Salvin, 1885)
770. Leucochimona matisca (Hewitson, 1860)
771. Leucochimona molina (Godman & Salvin, 1885)
772. Leucochimona vestalis (Bates, H, 1865)
773. Lithopsyche antiqua Butler, 1889 (†)
774. Livendula amasis (Hewitson, 1870)
775. Livendula aminias (Hewitson, 1863)
776. Livendula aristus (Stoll, 1790)
777. Livendula balista (Hewitson, 1863)
778. Livendula epixanthe (Stichel, 1911)
779. Livendula huebneri (Butler, 1867)
780. Livendula jasonhalli (Brévignon & Gallard, 1999)
781. Livendula leucocyana (Geyer, 1837)
782. Livendula leucophaea (Hübner, 1821)
783. Livendula pauxilla (Stichel, 1911)
784. Livendula violacea (Butler, 1867)
785. Lucillella asterra (Grose-Smith, 1898)
786. Lucillella camissa (Hewitson, 1870)
787. Lucillella pomposa (Stichel, 1910)
788. Lucillella splendida Hall, J & Harvey, 2007
789. Lucillella suberra (Hewitson, 1877)
790. Lycaenites gabbroensis Rebel, 1898 (†)
791. Lyropteryx apollonia Westwood, 1851
792. Lyropteryx diadocis Stichel, 1910
793. Lyropteryx lyra Saunders, 1859
794. Lyropteryx terpsichore Westwood, 1851
795. Machaya obstinata Hall, J & Willmott, 1995
796. Machaya watkinsi (D'Abrera, 1994)
797. Melanis aegates (Hewitson, 1874)
798. Melanis alena (Hewitson, 1870)
799. Melanis boyi (Stichel, 1923)
800. Melanis cephise (Ménétriés, 1855)
801. Melanis cercopes (Hewitson, 1874)
802. Melanis cinaron (Felder, C & R. Felder, 1861)
803. Melanis cratia (Hewitson, 1870)
804. Melanis electron (Fabricius, 1793)
805. Melanis herminae (Zikán, J, 1952)
806. Melanis hillapana (Röber, 1904)
807. Melanis hodia (Butler, 1870)
808. Melanis leucophlegma (Stichel, 1910)
809. Melanis lioba (Zikán, J, 1952)
810. Melanis lycea Hübner, 1823
811. Melanis marathon (Felder, C & R. Felder, 1865)
812. Melanis melandra Hübner, 1819
813. Melanis melaniae (Stichel, 1930)
814. Melanis opites (Hewitson, 1875)
815. Melanis passiena (Hewitson, 1870)
816. Melanis pixe (Boisduval, 1836)
817. Melanis seleukia (Stichel, 1910)
818. Melanis smithiae (Westwood, 1851)
819. Melanis unxia (Hewitson, 1853)
820. Melanis vidali (Dognin, 1891)
821. Melanis volusia (Hewitson, 1853)
822. Melanis xenia (Hewitson, 1853)
823. Melanis yeda (Zikán, J, 1952)
824. Menander aldasi Hall, J & Willmott, 1995
825. Menander apotheta (Bates, H, 1868)
826. Menander cicuta (Hewitson, 1863)
827. Menander clotho (Stichel, 1911)
828. Menander coruscans (Butler, 1867)
829. Menander felsina (Hewitson, 1863)
830. Menander hebrus (Cramer, 1775)
831. Menander laobotas (Hewitson, 1875)
832. Menander menander (Stoll, 1780)
833. Menander pretus (Cramer, 1777)
834. Menander thalassicus Brévignon & Gallard, 1992
835. Mesene babosa Hall, J & Willmott, 1995
836. Mesene bigemmis Stichel, 1925
837. Mesene bomilcar (Stoll, 1790)
838. Mesene celetes Bates, H, 1868
839. Mesene citrinella Hall, J & Willmott, 1995
840. Mesene croceella Bates, H, 1865
841. Mesene cyneas (Hewitson, 1874)
842. Mesene epaphus (Stoll, 1780)
843. Mesene florus (Fabricius, 1793)
844. Mesene hyale Felder, C & R. Felder, 1865
845. Mesene ingrumaensis Callaghan & Salazar, 1999
846. Mesene leucogyna Hall, J & Lamas, 2007
847. Mesene leucophrys Bates, H, 1868
848. Mesene leucopus Godman & Salvin, 1886
849. Mesene margaretta (White, A, 1843)
850. Mesene monostigma (Erichson, 1849)
851. Mesene mygdon Schaus, 1913
852. Mesene nepticula Möschler, 1877
853. Mesene nola Herrich-Schäffer, 1853
854. Mesene paraena Bates, H, 1868
855. Mesene patawa Brévignon, 1995
856. Mesene phareus (Cramer, 1777)
857. Mesene philonis Hewitson, 1874
858. Mesene pyrippe Hewitson, 1874
859. Mesene sardonyx Stichel, 1910
860. Mesene silaris Godman & Salvin, 1878
861. Mesene simplex Bates, H, 1868
862. Mesene veleda Stichel, 1923
863. Mesenopsis albivitta (Lathy, 1904)
864. Mesenopsis briseis Godman & Salvin, 1886
865. Mesenopsis bryaxis (Hewitson, 1870)
866. Mesenopsis melanochlora (Godman & Salvin, 1878)
867. Mesenopsis pulchella Godman, 1903
868. Mesophthalma idotea (Westwood, 1851)
869. Mesophthalma mirita (Herrich-Schäffer, 1853)
870. Mesosemia ackeryi Brévignon, 1997
871. Mesosemia acuta Hewitson, 1873
872. Mesosemia adida Hewitson, 1869
873. Mesosemia ahava Hewitson, 1869
874. Mesosemia albipuncta Schaus, 1913
875. Mesosemia amarantus Stichel, 1910
876. Mesosemia anceps Stichel, 1915
877. Mesosemia antaerice Hewitson, 1859
878. Mesosemia araeostyla Stichel, 1915
879. Mesosemia asa Hewitson, 1869
880. Mesosemia bahia Callaghan, 1999
881. Mesosemia bella Sharpe, 1890
882. Mesosemia carderi Druce, H, 1904
883. Mesosemia carissima Bates, H, 1866
884. Mesosemia ceropia Druce, H, 1874
885. Mesosemia cippus Hewitson, 1859
886. Mesosemia coelestis Godman & Salvin, 1885
887. Mesosemia cordillerensis Salazar & Constantino, 1993
888. Mesosemia cyanira Stichel, 1909
889. Mesosemia cymotaxis Stichel, 1910
890. Mesosemia decolorata Lathy, 1932
891. Mesosemia dulcis Stichel, 1910
892. Mesosemia ephyne (Cramer, 1776)
893. Mesosemia epidius Hewitson, 1859
894. Mesosemia erinnya Stichel, 1910
895. Mesosemia esmeralda Gallard & Brévignon, 1989
896. Mesosemia esperanza Schaus, 1913
897. Mesosemia eugenea Stichel, 1910
898. Mesosemia eumene (Cramer, 1776)
899. Mesosemia eurythmia Stichel, 1915
900. Mesosemia evias Stichel, 1923
901. Mesosemia friburgensis Schaus, 1902
902. Mesosemia gaudiolum Bates, H, 1865
903. Mesosemia gemina Maza, J & R. Maza, 1980
904. Mesosemia gertraudis Stichel, 1910
905. Mesosemia gneris Westwood, 1851
906. Mesosemia grandis Druce, H, 1874
907. Mesosemia harveyi DeVries & J. Hall, 1996
908. Mesosemia hedwigis Stichel, 1910
909. Mesosemia hesperina Butler, 1874
910. Mesosemia hypermegala Stichel, 1909
911. Mesosemia ibycus Hewitson, 1859
912. Mesosemia impedita Stichel, 1909
913. Mesosemia inconspicua Lathy, 1932
914. Mesosemia isshia Butler, 1869
915. Mesosemia jucunda Stichel, 1923
916. Mesosemia judicialis Butler, 1874
917. Mesosemia kahuapayani Hall, J & Harvey, 2004
918. Mesosemia kwokii D'Abrera, 1994
919. Mesosemia lacernata Stichel, 1909
920. Mesosemia lamachus Hewitson, 1857
921. Mesosemia lapillus Stichel, 1910
922. Mesosemia latizonata Butler, 1874
923. Mesosemia loruhama Hewitson, 1869
924. Mesosemia luperca Stichel, 1910
925. Mesosemia lycorias Stichel, 1915
926. Mesosemia macella Hewitson, 1859
927. Mesosemia machaera Hewitson, 1860
928. Mesosemia macrina (Felder, C & R. Felder, 1865)
929. Mesosemia maeotis Hewitson, 1859
930. Mesosemia magete Hewitson, 1860
931. Mesosemia mamilia Hewitson, 1870
932. Mesosemia mancia Hewitson, 1870
933. Mesosemia mathania Schaus, 1902
934. Mesosemia mayi Lathy, 1958
935. Mesosemia meeda Hewitson, 1858
936. Mesosemia mehida Hewitson, 1869
937. Mesosemia melaene Hewitson, 1859
938. Mesosemia melese Hewitson, 1860
939. Mesosemia melpia Hewitson, 1859
940. Mesosemia menoetes Hewitson, 1859
941. Mesosemia mesoba Hewitson, 1873
942. Mesosemia messeis Hewitson, 1860
943. Mesosemia methion Hewitson, 1860
944. Mesosemia metope Hewitson, 1859
945. Mesosemia metuana (Felder, C & R. Felder, 1865)
946. Mesosemia metura Hewitson, 1873
947. Mesosemia mevania Hewitson, 1857
948. Mesosemia minos Hewitson, 1859
949. Mesosemia minutula Gallard, 1996
950. Mesosemia misipsa Hewitson, 1859
951. Mesosemia modulata Stichel, 1910
952. Mesosemia moesia Hewitson, 1857
953. Mesosemia mosera Hewitson, 1860
954. Mesosemia myonia Hewitson, 1859
955. Mesosemia myrmecias Stichel, 1910
956. Mesosemia naiadella Stichel, 1909
957. Mesosemia nerine Stichel, 1909
958. Mesosemia nyctea (Hoffmansegg, 1818)
959. Mesosemia nympharena Stichel, 1909
960. Mesosemia odice (Godart, 1824)
961. Mesosemia olivencia Bates, H, 1868
962. Mesosemia orbona Godman, 1903
963. Mesosemia ozora Hewitson, 1869
964. Mesosemia pacifica Stichel, 1926
965. Mesosemia pardalis Callaghan, 2001
966. Mesosemia phace Godman, 1903
967. Mesosemia philocles (Linnaeus, 1758)
968. Mesosemia praeculta Stichel, 1910
969. Mesosemia putli Seitz, 1913
970. Mesosemia quadralineata Hall, J & Harvey, 2004
971. Mesosemia reba Hewitson, 1869
972. Mesosemia rhodia (Godart, 1824)
973. Mesosemia scotina Stichel, 1909
974. Mesosemia sibyllina Staudinger, 1887
975. Mesosemia sifia (Boisduval, 1836)
976. Mesosemia sirenia Stichel, 1909
977. Mesosemia steli Hewitson, 1858
978. Mesosemia subtilis Stichel, 1909
979. Mesosemia synnephis Stichel, 1909
980. Mesosemia telegone (Boisduval, 1836)
981. Mesosemia tenebricosa Hewitson, 1877
982. Mesosemia teulem Brévignon, 1995
983. Mesosemia thera Godman, 1903
984. Mesosemia thetys Godman & Salvin, 1885
985. Mesosemia thyas Stichel, 1910
986. Mesosemia thymetus (Cramer, 1777)
987. Mesosemia ulrica (Cramer, 1777)
988. Mesosemia veneris Butler, 1871
989. Mesosemia walteri Brévignon, 1998
990. Mesosemia zanoa Hewitson, 1869
991. Mesosemia zikla Hewitson, 1869
992. Mesosemia zonalis Godman & Salvin, 1885
993. Mesosemia zorea Hewitson, 1869
994. Metacharis cuparina Bates, H, 1868
995. Metacharis fergusi Hall, J, 2005
996. Metacharis lucius (Fabricius, 1793)
997. Metacharis nigrella Bates, H, 1868
998. Metacharis ptolomaeus (Fabricius, 1793)
999. Metacharis regalis Butler, 1867
1000. Metacharis smalli Hall, J, 2005
1001. Metacharis syloes Hewitson, 1877
1002. Metacharis umbrata Stichel, 1929
1003. Metacharis victrix (Hewitson, 1870)
1004. Metacharis xanthocraspedum Stichel, 1910
1005. Methone cecilia (Cramer, 1777)
1006. Minotauros charessa (Stichel, 1910)
1007. Minotauros lampros (Bates, H, 1868)
1008. Minstrellus emphatica (Stichel, 1911)
1009. Minstrellus grandis (Callaghan, 1999)
1010. Minstrellus leucotopus (Stichel, 1911)
1011. Minstrellus nivosa (Stichel, 1929)
1012. Monethe albertus Felder, C & R. Felder, 1862
1013. Monethe alphonsus (Fabricius, 1793)
1014. Mycastor leucarpis (Stichel, 1925)
1015. Mycastor nealces (Hewitson, 1871)
1016. Mycastor scurrilis (Stichel, 1929)
1017. Nahida coenoides (Hewitson, 1870)
1018. Napaea actoris (Cramer, 1776)
1019. Napaea beltiana (Bates, H, 1867)
1020. Napaea calitra (Hewitson, 1869)
1021. Napaea elisae (Zikán, J, 1952)
1022. Napaea eucharila (Bates, H, 1867)
1023. Napaea fratelloi Hall, J & Harvey, 2005
1024. Napaea gynaecomorpha Hall, J, Harvey & Gallard, 2005
1025. Napaea heteroea (Bates, H, 1867)
1026. Napaea joinvilea Hall, J & Harvey, 2005
1027. Napaea melampia (Bates, H, 1867)
1028. Napaea mellosa Hall, J & Harvey, 2005
1029. Napaea merula (Thieme, 1907)
1030. Napaea rufolimba Hall, J, 2005
1031. Napaea sylva (Möschler, 1877)
1032. Napaea zikani Stichel, 1923
1033. Necyria bellona Westwood, 1851
1034. Necyria duellona Westwood, 1851
1035. Necyria ingaretha Hewitson, 1872
1036. Necyria larunda Godman & Salvin, 1885
1037. Nirodia belphegor (Westwood, 1851)
1038. Notheme erota (Cramer, 1780)
1039. Nymphidium acherois (Boisduval, 1836)
1040. Nymphidium ariari Callaghan, 1988
1041. Nymphidium ascolia Hewitson, 1853
1042. Nymphidium aurum Callaghan, 1985
1043. Nymphidium azanoides Butler, 1867
1044. Nymphidium baeotia Hewitson, 1853
1045. Nymphidium balbinus Staudinger, 1887
1046. Nymphidium cachrus (Fabricius, 1787)
1047. Nymphidium callaghani Brévignon, 1999
1048. Nymphidium caricae (Linnaeus, 1758)
1049. Nymphidium carmentis Stichel, 1910
1050. Nymphidium chimborazium Bates, H, 1868
1051. Nymphidium chione Bates, H, 1867
1052. Nymphidium derufata Callaghan, 1985
1053. Nymphidium fulminans Bates, H, 1868
1054. Nymphidium guyanensis Gallard & Brévignon, 1989
1055. Nymphidium haematostictum Godman & Salvin, 1878
1056. Nymphidium hesperinum Stichel, 1911
1057. Nymphidium latibrunis Callaghan, 1985
1058. Nymphidium lenocinium Schaus, 1913
1059. Nymphidium leucosia (Hübner, 1806)
1060. Nymphidium lisimon (Stoll, 1790)
1061. Nymphidium manicorensis Callaghan, 1985
1062. Nymphidium mantus (Cramer, 1775)
1063. Nymphidium menalcus (Stoll, 1782)
1064. Nymphidium ninias Hewitson, 1865
1065. Nymphidium nivea Talbot, 1928
1066. Nymphidium olinda Bates, H, 1865
1067. Nymphidium omois Hewitson, 1865
1068. Nymphidium onaeum Hewitson, 1869
1069. Nymphidium plinthobaphis Stichel, 1910
1070. Nymphidium smalli Callaghan, 1999
1071. Nymphidium strati Kaye, 1925
1072. Nymphidium trinidadi Callaghan, 1999
1073. Nymphidium undimargo Seitz, 1917
1074. Ourocnemis archytas (Stoll, 1787)
1075. Ourocnemis boulleti Le Cerf, 1911
1076. Pachythone analuciae Hall, J, Furtado & DeVries, 1999
1077. Pachythone conspersa Stichel, 1926
1078. Pachythone distigma Bates, H, 1868
1079. Pachythone erebia Bates, H, 1868
1080. Pachythone gigas Godman & Salvin, 1878
1081. Pachythone lateritia Bates, H, 1868
1082. Pachythone mimula Bates, H, 1868
1083. Pachythone palades Hewitson, 1873
1084. Pachythone pasicles Hewitson, 1873
1085. Pachythone philonis Hewitson, 1873
1086. Pachythone robusta Lathy, 1932
1087. Pachythone rubigo (Bates, H, 1868)
1088. Pachythone sumare Callaghan, 1999
1089. Pachythone thaumaria Stichel, 1911
1090. Pachythone xanthe Bates, H, 1868
1091. Panara aureizona Butler, 1874
1092. Panara jarbas (Drury, 1782)
1093. Panara ovifera Seitz, 1913
1094. Panara phereclus (Linnaeus, 1758)
1095. Panara soana Hewitson, 1875
1096. Panaropsis elegans (Schaus, 1920)
1097. Panaropsis inaria (Westwood, 1851)
1098. Panaropsis semiota (Bates, H, 1868)
1099. Panaropsis thyatira (Hewitson, 1853)
1100. Pandemos pasiphae (Cramer, 1775)
1101. Paralaxita damajanti (Felder, C & R. Felder, 1860)
1102. Paralaxita hewitsoni (Röber, 1895)
1103. Paralaxita orphna (Boisduval, 1836)
1104. Paralaxita telesia (Hewitson, 1861)
1105. Paraphthonia ctetatus Seitz, 1917
1106. Paraphthonia molione (Godman, 1903)
1107. Parcella amarynthina (Felder, C & R. Felder, 1865)
1108. Periplacis glaucoma Geyer, 1837
1109. Perophthalma lasciva Stichel, 1929
1110. Perophthalma lasus (Westwood, 1851)
1111. Perophthalma tullius (Fabricius, 1787)
1112. Petrocerus catiena (Hewitson, 1875)
1113. Phaenochitonia cingulus (Stoll, 1790)
1114. Phaenochitonia fuliginea (Bates, H, 1868)
1115. Phaenochitonia gallardi Hall, J & Willmott, 1996
1116. Phaenochitonia ignipicta Schaus, 1913
1117. Phaenochitonia pseudodebilis Hall, J & Willmott, 1996
1118. Phaenochitonia pyrsodes (Bates, H, 1868)
1119. Pheles atricolor (Butler, 1871)
1120. Pheles bicolor (Godman & Salvin, 1886)
1121. Pheles eulesca (Dyar, 1909)
1122. Pheles heliconides Herrich-Schäffer, 1853
1123. Pheles incerta Staudinger, 1887
1124. Pheles melanchroia (Felder, C & R. Felder, 1865)
1125. Pheles ochracea (Stichel, 1910)
1126. Pheles strigosus (Staudinger, 1876)
1127. Pirascca apolecta (Bates, H, 1868)
1128. Pirascca arbuscula (Möschler, 1883)
1129. Pirascca crocostigma (Bates, H, 1868)
1130. Pirascca iasis (Godman, 1903)
1131. Pirascca interrupta (Lathy, 1932)
1132. Pirascca patriciae Hall, J & Willmott, 2007
1133. Pirascca phoenicura (Godman & Salvin, 1886)
1134. Pirascca pluto (Stichel, 1911)
1135. Pirascca polemistes Hall, J & Willmott, 1996
1136. Pirascca pujarnii Jauffret, P & Martins, 2006
1137. Pirascca sagaris (Cramer, 1775)
1138. Pirascca sticheli (Lathy, 1932)
1139. Pirascca suapure (Weeks, 1906)
1140. Pirascca tyriotes (Godman & Salvin, 1878)
1141. Pixus corculum (Stichel, 1929)
1142. Polycaena carmelita Oberthür, 1903
1143. Polycaena chauchowensis (Mell, 1923)
1144. Polycaena lama Leech, 1893
1145. Polycaena lua Grum-Grshimaïlo, 1891
1146. Polycaena matuta Leech, 1893
1147. Polycaena princeps (Oberthür, 1886)
1148. Polycaena tamerlana Staudinger, 1886
1149. Polycaena timur Staudinger, 1886
1150. Polycaena yunnana Sugiyama, 1997
1151. Praetaxila albiplaga (Röber, 1886)
1152. Praetaxila eromena (Jordan, 1912)
1153. Praetaxila heterisa (Jordan, 1912)
1154. Praetaxila huntei (Sharpe, 1903)
1155. Praetaxila satraps (Grose-Smith, 1894)
1156. Praetaxila segecia (Hewitson, 1861)
1157. Praetaxila statira (Hewitson, 1862)
1158. Praetaxila tyrannus (Grose-Smith & Kirby, 1897)
1159. Praetaxila wallacei (Hewitson, 1862)
1160. Praetaxila weiskei (Rothschild, 1901)
1161. Protonymphidia senta (Hewitson, 1853)
1162. Pseudonymphidia agave (Godman & Salvin, 1886)
1163. Pseudonymphidia clearista (Butler, 1871)
1164. Pseudotinea caprina (Hewitson, 1859)
1165. Pseudotinea eiselei Callaghan & J. Hall, 2003
1166. Pseudotinea gagarini Callaghan & J. Hall, 2003
1167. Pseudotinea hemis (Schaus, 1927)
1168. Pseudotinea volcanicus (Callaghan & Salazar, 1997)
1169. Pterographium sicora (Hewitson, 1875)
1170. Rhetus arcius (Linnaeus, 1763)
1171. Rhetus dysonii (Saunders, 1850)
1172. Rhetus periander (Cramer, 1777)
1173. Riodina lycisca (Hewitson, 1853)
1174. Riodina lysippoides Berg, 1882
1175. Riodina lysippus (Linnaeus, 1758)
1176. Riodinella nympha Durden & Rose, 1978 (†)
1177. Rodinia calphurnia (Saunders, 1850)
1178. Roeberella calvus (Staudinger, 1887)
1179. Roeberella flocculus Brévignon & Gallard, 1993
1180. Roeberella gerres (Thieme, 1907)
1181. Roeberella heberti Jauffret, P & J. Jauffret, 2007
1182. Roeberella lencates (Hewitson, 1875)
1183. Roeberella marajoara Jauffret, P & J. Jauffret, 2007
1184. Saribia decaryi (Le Cerf, 1922)
1185. Saribia ochracea Riley, 1932
1186. Saribia perroti Riley, 1932
1187. Saribia tepahi (Boisduval, 1833)
1188. Sarota acanthoides (Herrich-Schäffer, 1853)
1189. Sarota acantus (Stoll, 1782)
1190. Sarota chloropunctata Hall, J, 1998
1191. Sarota chocoensis Hall, J, 1998
1192. Sarota chrysus (Stoll, 1782)
1193. Sarota completa Hall, J, 1998
1194. Sarota craspediodonta (Dyar, 1918)
1195. Sarota estrada Schaus, 1928
1196. Sarota gamelia Godman & Salvin, 1886
1197. Sarota gyas (Cramer, 1775)
1198. Sarota harveyi Hall, J, 1998
1199. Sarota lasciva (Stichel, 1911)
1200. Sarota miranda Brévignon, 1998
1201. Sarota myrtea Godman & Salvin, 1886
1202. Sarota neglecta Stichel, 1910
1203. Sarota psaros Godman & Salvin, 1886
1204. Sarota spicata (Staudinger, 1888)
1205. Sarota subtessellata (Schaus, 1913)
1206. Sarota turrialbensis (Schaus, 1913)
1207. Sarota willmotti Hall, J, 1998
1208. Seco aphanis (Stichel, 1910)
1209. Seco calagutis (Hewitson, 1871)
1210. Seco ocellata (Hewitson, 1867)
1211. Semomesia alyattes Zikán, J, 1952
1212. Semomesia capanea (Cramer, 1779)
1213. Semomesia croesus (Fabricius, 1776)
1214. Semomesia geminus (Fabricius, 1793)
1215. Semomesia macaris (Hewitson, 1859)
1216. Semomesia marisa (Hewitson, 1858)
1217. Semomesia nesti (Hewitson, 1858)
1218. Semomesia tenella Stichel, 1910
1219. Setabis alcmaeon (Hewitson, 1876)
1220. Setabis buckleyi (Grose-Smith, 1898)
1221. Setabis cleomedes (Hewitson, 1870)
1222. Setabis cruentata (Butler, 1867)
1223. Setabis disparilis (Bates, H, 1868)
1224. Setabis epitus (Cramer, 1780)
1225. Setabis extensa (Lathy, 1932)
1226. Setabis fassli (Seitz, 1920)
1227. Setabis flammula (Bates, H, 1868)
1228. Setabis heliodora (Staudinger, 1887)
1229. Setabis hippocrate (Godman, 1903)
1230. Setabis lagus (Cramer, 1777)
1231. Setabis luceres (Hewitson, 1870)
1232. Setabis megalia (Stichel, 1911)
1233. Setabis myrtis (Westwood, 1851)
1234. Setabis phaedon (Godman, 1903)
1235. Setabis plagiaria (Grose-Smith, 1902)
1236. Setabis preciosa (Stichel, 1929)
1237. Setabis pythia (Hewitson, 1853)
1238. Setabis pythioides (Butler, 1867)
1239. Setabis rhodinosa (Stichel, 1911)
1240. Setabis serica (Westwood, 1851)
1241. Setabis staudingeri (Stichel, 1925)
1242. Setabis tapaja (Saunders, 1859)
1243. Setabis velutina (Butler, 1867)
1244. Siseme alectryo Westwood, 1851
1245. Siseme aristoteles (Latreille, 1809)
1246. Siseme atrytone Thieme, 1907
1247. Siseme militaris (Hopffer, 1874)
1248. Siseme neurodes (Ménétriés, 1857)
1249. Siseme pallas (Latreille, 1809)
1250. Siseme peculiaris Druce, H, 1904
1251. Siseme pedias Godman, 1903
1252. Siseme pseudopallas Weymer, 1890
1253. Stalachtis calliope (Linnaeus, 1758)
1254. Stalachtis euterpe (Linnaeus, 1758)
1255. Stalachtis halloweeni Hall, J, 2006
1256. Stalachtis lineata (Guérin-Méneville, 1844)
1257. Stalachtis magdalena Westwood, 1851
1258. Stalachtis phaedusa Hübner, 1818
1259. Stalachtis phlegia (Cramer, 1779)
1260. Stiboges lushanica Chou & Yuan, 2001
1261. Stiboges nymphidia Butler, 1876
1262. Stichelia bocchoris (Hewitson, 1876)
1263. Stichelia cuneifascia (Zikán, J, 1946)
1264. Stichelia dukinfieldia (Schaus, 1902)
1265. Stichelia pelotensis Biezanko, Mielke & Wedderhoff, 1978
1266. Styx infernalis Staudinger, 1876
1267. Symmachia accusatrix Westwood, 1851
1268. Symmachia aconia Hewitson, 1876
1269. Symmachia almeidai (Zikán, J, 1946)
1270. Symmachia arcuata Hewitson, 1867
1271. Symmachia arion (Felder, C & R. Felder, 1865)
1272. Symmachia aurigera (Weeks, 1902)
1273. Symmachia basilissa (Bates, H, 1868)
1274. Symmachia batesi (Staudinger, 1887)
1275. Symmachia busbyi Hall, J & Willmott, 2007
1276. Symmachia calderoni Hall, J & Lamas, 2001
1277. Symmachia calligrapha Hewitson, 1867
1278. Symmachia calliste Hewitson, 1867
1279. Symmachia elinas (Rebillard, 1958)
1280. Symmachia emeralda Hall, J & Willmott, 2007
1281. Symmachia eraste (Bates, H, 1868)
1282. Symmachia exigua (Bates, H, 1868)
1283. Symmachia falcistriga Stichel, 1910
1284. Symmachia fassli Hall, J & Willmott, 1995
1285. Symmachia fulvicauda Stichel, 1924
1286. Symmachia hazelana Hall, J & Willmott, 1996
1287. Symmachia hetaerina Hewitson, 1867
1288. Symmachia hippea Herrich-Schäffer, 1853
1289. Symmachia hippodice Godman, 1903
1290. Symmachia hypochloris (Bates, H, 1868)
1291. Symmachia jugurtha Staudinger, 1887
1292. Symmachia juratrix Westwood, 1851
1293. Symmachia leena Hewitson, 1870
1294. Symmachia leopardinum (Felder, C & R. Felder, 1865)
1295. Symmachia maeonius Staudinger, 1888
1296. Symmachia menetas (Drury, 1782)
1297. Symmachia mielkei (Hall, J & Furtado, 1999)
1298. Symmachia miron Grose-Smith, 1898
1299. Symmachia multesima Stichel, 1910
1300. Symmachia nemesis Le Cerf, 1958
1301. Symmachia norina Hewitson, 1867
1302. Symmachia pardalia Stichel, 1924
1303. Symmachia pardalis Hewitson, 1867
1304. Symmachia pena Hall, J & Lamas, 2007
1305. Symmachia phaedra (Bates, H, 1868)
1306. Symmachia praxila Westwood, 1851
1307. Symmachia probetor (Stoll, 1782)
1308. Symmachia rita Staudinger, 1887
1309. Symmachia rubina Bates, H, 1866
1310. Symmachia rubrica (Stichel, 1929)
1311. Symmachia satana Hall, J & Harvey, 2007
1312. Symmachia sepyra (Hewitson, 1877)
1313. Symmachia splendida (Salazar & Constantino, 1993)
1314. Symmachia stigmosissima Stichel, 1910
1315. Symmachia suevia Hewitson, 1877
1316. Symmachia technema Stichel, 1910
1317. Symmachia threissa Hewitson, 1870
1318. Symmachia tigrina Hewitson, 1867
1319. Symmachia titiana Hewitson, 1870
1320. Symmachia triangularis (Thieme, 1907)
1321. Symmachia tricolor Hewitson, 1867
1322. Symmachia virgatula Stichel, 1910
1323. Symmachia virgaurea Stichel, 1910
1324. Symmachia xypete (Hewitson, 1870)
1325. Synargis abaris (Cramer, 1776)
1326. Synargis agle (Hewitson, 1853)
1327. Synargis axenus (Hewitson, 1876)
1328. Synargis bifasciata (Mengel, 1902)
1329. Synargis calyce (Felder, C & R. Felder, 1862)
1330. Synargis chaonia (Hewitson, 1853)
1331. Synargis dirca (Stichel, 1911)
1332. Synargis ethelinda (Hewitson, 1870)
1333. Synargis fenestrella (Lathy, 1932)
1334. Synargis galena (Bates, H, 1868)
1335. Synargis gela (Hewitson, 1853)
1336. Synargis mycone (Hewitson, 1865)
1337. Synargis nymphidioides (Butler, 1872)
1338. Synargis ochra (Bates, H, 1868)
1339. Synargis odites (Cramer, 1775)
1340. Synargis orestessa Hübner, 1819
1341. Synargis palaeste (Hewitson, 1870)
1342. Synargis paulistina (Stichel, 1910)
1343. Synargis phliasus (Clerck, 1764)
1344. Synargis pittheus (Hoffmansegg, 1818)
1345. Synargis regulus (Fabricius, 1793)
1346. Synargis soranus (Stoll, 1781)
1347. Synargis sylvarum (Bates, H, 1867)
1348. Synargis tytia (Cramer, 1777)
1349. Synargis victrix (Rebel, 1901)
1350. Syrmatia aethiops Staudinger, 1888
1351. Syrmatia astraea Staudinger, 1888
1352. Syrmatia lamia Bates, H, 1868
1353. Syrmatia nyx (Hübner, 1817)
1354. Takashia nana (Leech, 1892)
1355. Taxila dora Fruhstorfer, 1904
1356. Taxila haquinus (Fabricius, 1793)
1357. Teratophthalma axilla (Druce, H, 1904)
1358. Teratophthalma bacche (Seitz, 1916)
1359. Teratophthalma maenades (Hewitson, 1858)
1360. Teratophthalma monochroma Stichel, 1910
1361. Teratophthalma phelina (Felder, C & R. Felder, 1862)
1362. Themone pais (Hübner, 1820)
1363. Themone poecila Bates, H, 1868
1364. Themone pulcherrima (Herrich-Schäffer, 1853)
1365. Theope acosma Stichel, 1910
1366. Theope amicitiae Hall, J, Gallard & Brévignon, 1998
1367. Theope antanitis (Hewitson, 1874)
1368. Theope apheles Bates, H, 1868
1369. Theope archimedes (Fabricius, 1793)
1370. Theope atima Bates, H, 1868
1371. Theope aureonitens Bates, H, 1868
1372. Theope azurea Bates, H, 1868
1373. Theope bacenis Schaus, 1890
1374. Theope barea Godman & Salvin, 1878
1375. Theope basilea Bates, H, 1866
1376. Theope batesi Hall, J, 1998
1377. Theope brevignoni (Gallard, 1996)
1378. Theope busbyi Hall, J, 1998
1379. Theope christiani Hall, J & Willmott, 1999
1380. Theope comosa Stichel, 1911
1381. Theope cratylus Godman & Salvin, 1886
1382. Theope dabrerae Hall, J & Willmott, 1996
1383. Theope decorata Godman & Salvin, 1878
1384. Theope devriesi Hall, J & Willmott, 1996
1385. Theope discus Bates, H, 1868
1386. Theope eudocia Westwood, 1851
1387. Theope eupolis Schaus, 1890
1388. Theope eurygonina Bates, H, 1868
1389. Theope excelsa Bates, H, 1868
1390. Theope fayneli Gallard, 2002
1391. Theope foliorum Bates, H, 1868
1392. Theope galionicus Gallard & Brévignon, 1989
1393. Theope guillaumei Gallard, 1996
1394. Theope hypoleuca Bates, H, 1868
1395. Theope iani Willmott & J. Hall, 1994
1396. Theope janus Bates, H, 1867
1397. Theope kingi Hall, J & Willmott, 1996
1398. Theope lampropteryx Bates, H, 1868
1399. Theope leucanthe Bates, H, 1868
1400. Theope lycaenina Bates, H, 1868
1401. Theope matuta Godman & Salvin, 1897
1402. Theope methemona Bates, H, 1868
1403. Theope minialba Gallard, 2006
1404. Theope mundula Stichel, 1926
1405. Theope nobilis Bates, H, 1868
1406. Theope nodosus Hall, J, 1999
1407. Theope nycteis (Westwood, 1851)
1408. Theope orphana (Stichel, 1911)
1409. Theope pakitza Hall, J & Harvey, 1998
1410. Theope pedias Herrich-Schäffer, 1853
1411. Theope pepo Willmott & J. Hall, 1994
1412. Theope phaeo Prittwitz, 1865
1413. Theope philotes (Westwood, 1851)
1414. Theope pieridoides Felder, C & R. Felder, 1865
1415. Theope pseudopedias Hall, J, 1999
1416. Theope publius Felder, C & R. Felder, 1861
1417. Theope sanjuani D'Abrera, 1994
1418. Theope sericea Bates, H, 1868
1419. Theope simplicia Bates, H, 1868
1420. Theope sisemina Seitz, 1920
1421. Theope sobrina Bates, H, 1868
1422. Theope speciosa Godman & Salvin, 1897
1423. Theope sticheli Hall, J, 1998
1424. Theope syngenes Bates, H, 1868
1425. Theope terambus (Godart, 1824)
1426. Theope tetrastigma Bates, H, 1868
1427. Theope theritas Hewitson, 1860
1428. Theope thestias Hewitson, 1860
1429. Theope thootes Hewitson, 1860
1430. Theope turneri Hall, J & Austin, 1997
1431. Theope villai Beutelspacher, 1981
1432. Theope virgilius (Fabricius, 1793)
1433. Theope wallacei Hall, J, 1998
1434. Theope zostera Bates, H, 1868
1435. Thisbe hyalina (Butler, 1867)
1436. Thisbe incubus (Hall, J, Lamas & Willmott, 2001)
1437. Thisbe irenea (Stoll, 1780)
1438. Thisbe lycorias (Hewitson, 1853)
1439. Thisbe molela (Hewitson, 1865)
1440. Thisbe rupestre Callaghan, 2001
1441. Thisbe ucubis (Hewitson, 1870)
1442. Voltinia agroeca (Stichel, 1910)
1443. Voltinia cebrenia (Hewitson, 1873)
1444. Voltinia danforthi (Warren, A & Opler, 1999)
1445. Voltinia dramba Hall, J, Robbins & Harvey, 2004 (†)
1446. Voltinia phryxe (Felder, C & R. Felder, 1865)
1447. Voltinia radiata (Godman & Salvin, 1886)
1448. Voltinia sanarita (Schaus, 1902)
1449. Voltinia theata Stichel, 1910
1450. Voltinia tumbesia (Hall, J & Lamas, 2001)
1451. Voltinia umbra (Boisduval, 1870)
1452. Xenandra agria (Hewitson, 1853)
1453. Xenandra ahrenholzi Hall, J & Willmott, 2007
1454. Xenandra caeruleata (Godman & Salvin, 1878)
1455. Xenandra desora Schaus, 1928
1456. Xenandra helius (Cramer, 1779)
1457. Xenandra nigrivenata Schaus, 1913
1458. Xenandra pelopia (Druce, H, 1890)
1459. Xenandra poliotactis (Stichel, 1910)
1460. Xenandra vulcanalis Stichel, 1910
1461. Xynias lilacina Lathy, 1932
1462. Xynias lithosina (Bates, H, 1868)
1463. Zabuella tenellus (Burmeister, 1878)
1464. Zelotaea alba Gallard & Brévignon, 1989
1465. Zelotaea lya Lathy, 1958
1466. Zelotaea phasma Bates, H, 1868
1467. Zelotaea suffusca Brévignon & Gallard, 1993
1468. Zemeros emesoides Felder, C & R. Felder, 1860
1469. Zemeros flegyas (Cramer, 1780)
1470. Zemeros lushanensis Chou & Yuan, 2001